# Майфат, Владимир Анатольевич
Владимир Анатольевич Майфат (род. 10 мая 1963) — советский и казахстанский легкоатлет, специалист по бегу на длинные дистанции и кроссу. Выступал в 1980—1993 годах, обладатель серебряной медали чемпионата СССР, победитель и призёр первенств республиканского значения, участник чемпионата мира по кроссу в Аморебьета-Эчано. Представлял Алма-Ату и физкультурно-спортивное общество «Динамо».

## Биография
Владимир Майфат родился 10 мая 1963 года. Занимался лёгкой атлетикой в Алма-Ате, выступал за Казахскую ССР, спортивные общества «Кайрат» и «Динамо».
Впервые заявил о себе в июле 1980 года, когда на всесоюзных соревнованиях в Челябинске пробежал 3000 метров за 8:29.7. Данный результат до настоящего времени остаётся действующим рекордом Казахстана среди юношей.
В 1983 году на всесоюзных соревнованиях в Ленинграде показал в беге на 5000 метров результат 13:58.0.
В 1984 году в беге на 10 000 метров с личным рекордом 28:31.51 финишировал девятым на Мемориале братьев Знаменских в Сочи (данный результат остаётся рекордом Казахстана среди молодёжи), тогда как на всесоюзном турнире в Киеве занял 13-е место и установил свой личный рекорд в дисциплине 5000 метров — 13:44.72.
В 1986 году в беге на 5000 метров стал девятым на чемпионате СССР в Киеве. Принимал участие в молодёжной IX летней Спартакиаде народов СССР в Ташкенте — в дисциплине 10 000 метров с результатом 30.15,58 пришёл к финишу третьим, однако медаль не получил — решением Госкомспорта СССР результаты забега были аннулированы: «За дискредитацию званий победителей Спартакиады и участников финальных соревнований».
В 1988 году бежал 5000 и 10 000 метров на чемпионате СССР в Киеве, в число призёров не попал.
В 1989 году завоевал серебряную награду в дисциплине 12 км на чемпионате СССР по кроссу в Батуми, уступив на финише только Равилю Кашапову.
После распада Советского Союза Майфат ещё в течение некоторого времени оставался действующим спортсменом и выступал за казахстанскую национальную сборную. Так, в 1993 году он представлял Казахстан на чемпионате мира по кроссу в Аморебьета-Эчано, где занял итоговое 176-е место.
Работал тренером по спортивному ориентированию в спортивной школе № 19 в Алма-Ате.